# فيلي ويلسون (لاعب كرة قاعدة)
فيلي ويلسون (بالإنجليزية: Willie Wilson)‏ هو لاعب كرة قاعدة أمريكي، ولد في 9 يوليو 1955 في مونتغومري في الولايات المتحدة.

## وصلات خارجية
- فيلي ويلسون على موقعبيزبول رفرنس.كوم (الدوري الرئيسي) (الإنجليزية)
- فيلي ويلسون على موقعبيزبول رفرنس.كوم (الدوري الثانوي) (الإنجليزية)
- فيلي ويلسون على موقع مشجعي الرسوم البيانية (الإنجليزية)